# Kenneth R. Cranford
Pour les articles homonymes, voir Cranford.
Kenneth R. Cranford (Kenneth Rylance Cranford), né le 14 mars 1857 à Brooklyn et mort le 17 juin 1936 à Tomkins Cove, un hameau dans le Comté de Rockland, (État de New York) est un peintre impressionniste américain.

## Biographie
Kenneth R. Cranford naît en 1857, son père John Pickavant Cranford est né dans la province de Terre-Neuve-et-Labrador au Canada et sa mère Jane S. Cranford (née Noyes) à Dorchester dans  le Comté de Suffolk (Massachusetts), il a sept frères et sœurs . 
Cranford est connu pour son amitié avec Dennis Miller Bunker et Charles Adams Platt, tous trois font connaissance quand ils étudient la peinture à la National Academy of Design et à l'Art Students League of New York où enseigne William Merritt Chase. Ils se retrouvent à Paris en 1882 et suivent l'enseignement de l’École des Beaux-Arts. Cranford est élève de Jean-Léon Gérôme, et s'intéresse au courant impressionniste. 
Kenneth R. Cranford et Dennis Miller Bunker sont dits passant l'été 1883 à La Croix-Saint-Ouen. Sillonnant la campagne française en 1884, ils passent l'été à Larmor-Plage en Bretagne,, peignant l'église et les paysages bretons, Cranford quant à lui, peint aussi des portraits. Ils exposent aux Salons parisiens à cette époque. Dennis Miller Bunker peint un portrait de Cranford et un de Platt en 1884. De retour aux États-Unis en 1885, Cranford expose à la Pennsylvania Academy of the Fine Arts et est aussi un membre actif du centre artistique le Salmagundi Club, situé à cette époque dans le Greenwich Village. La fin de sa vie, (durant les années de dépression économique), semble peu documentée, le Brooklyn Daily Eagle annonce cependant sa mort en juin 1936 , il repose au Cimetière de Green-Wood.

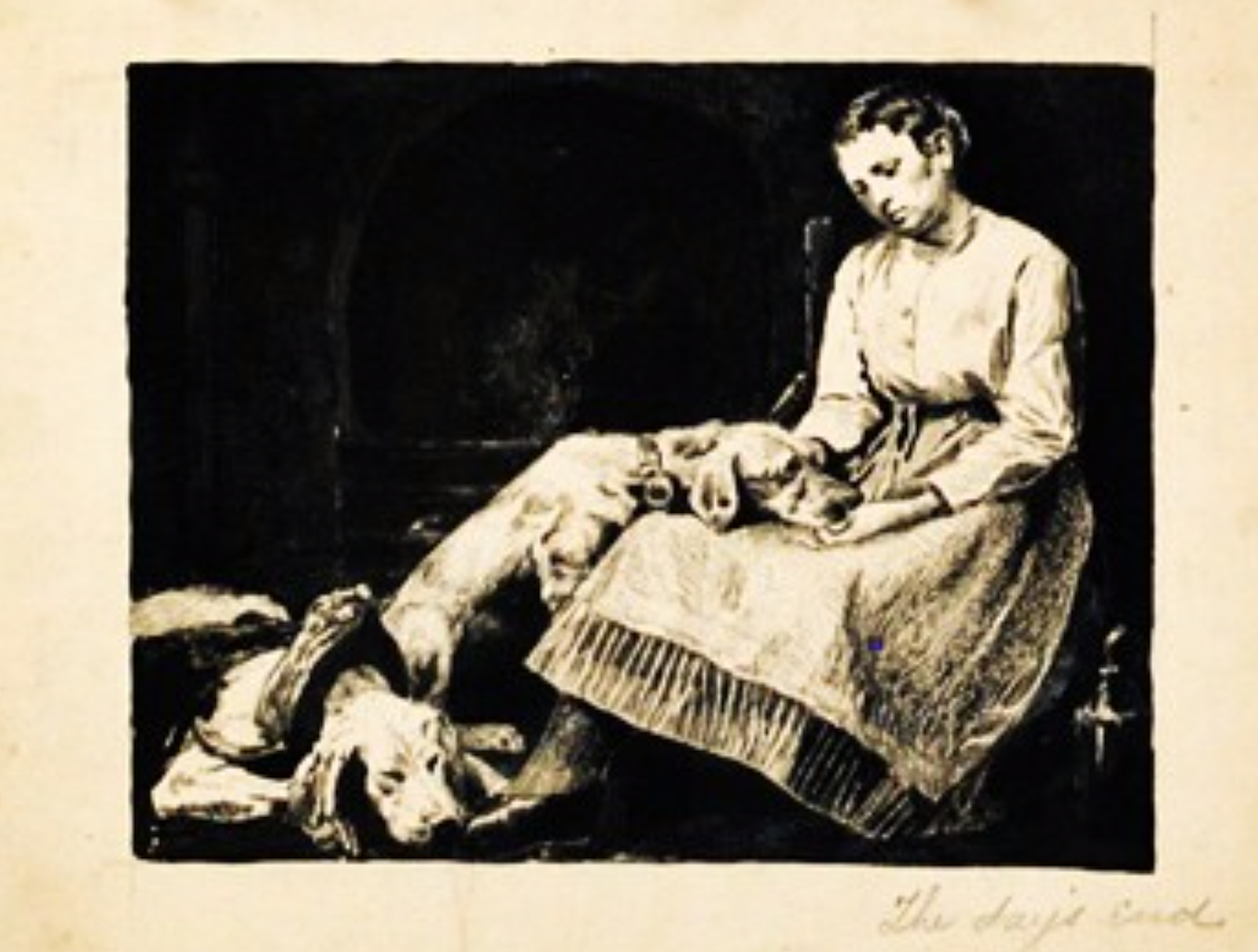
The day's end, encre et blanc sur papier.
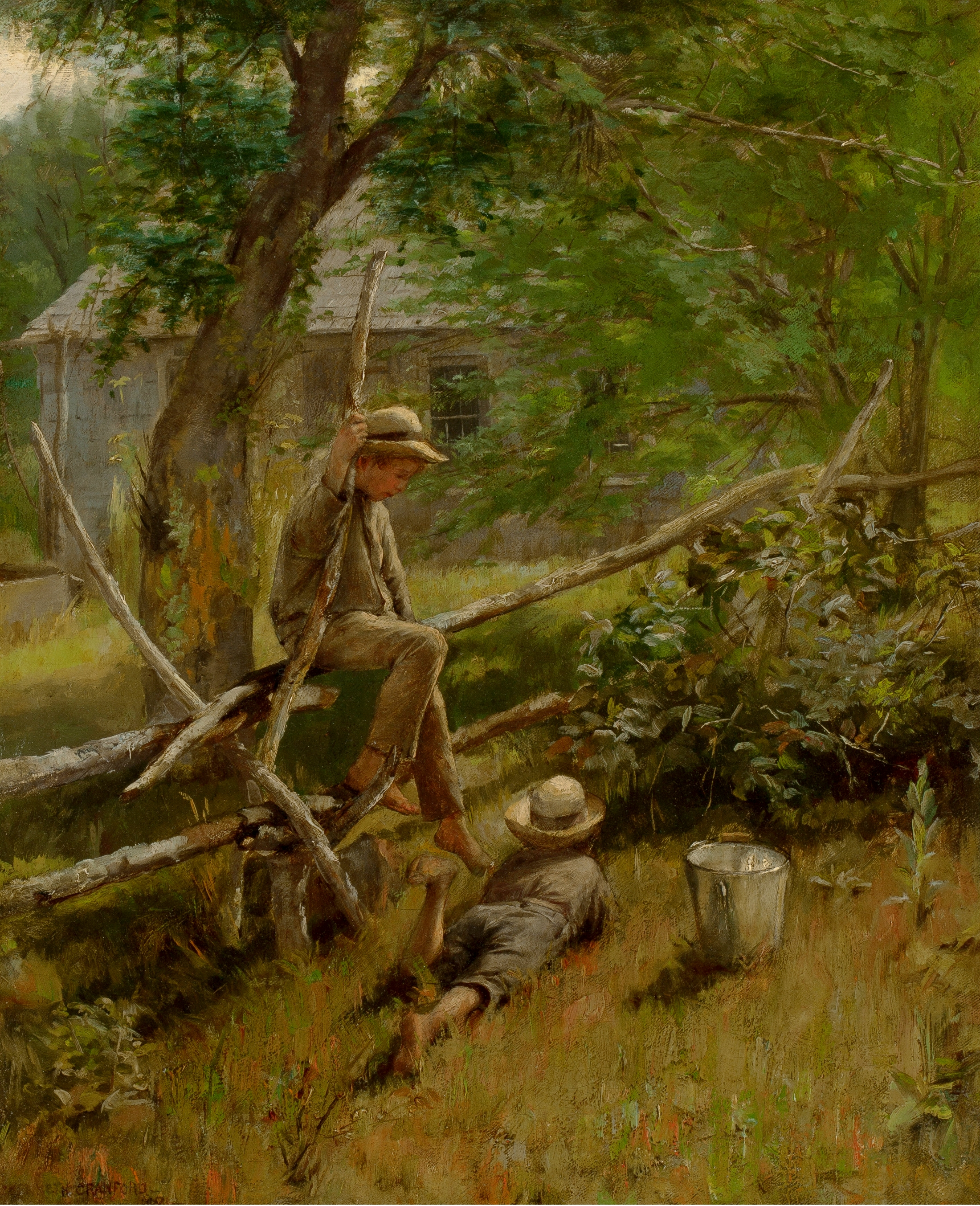
Two boys, huile sur toile, 1881.
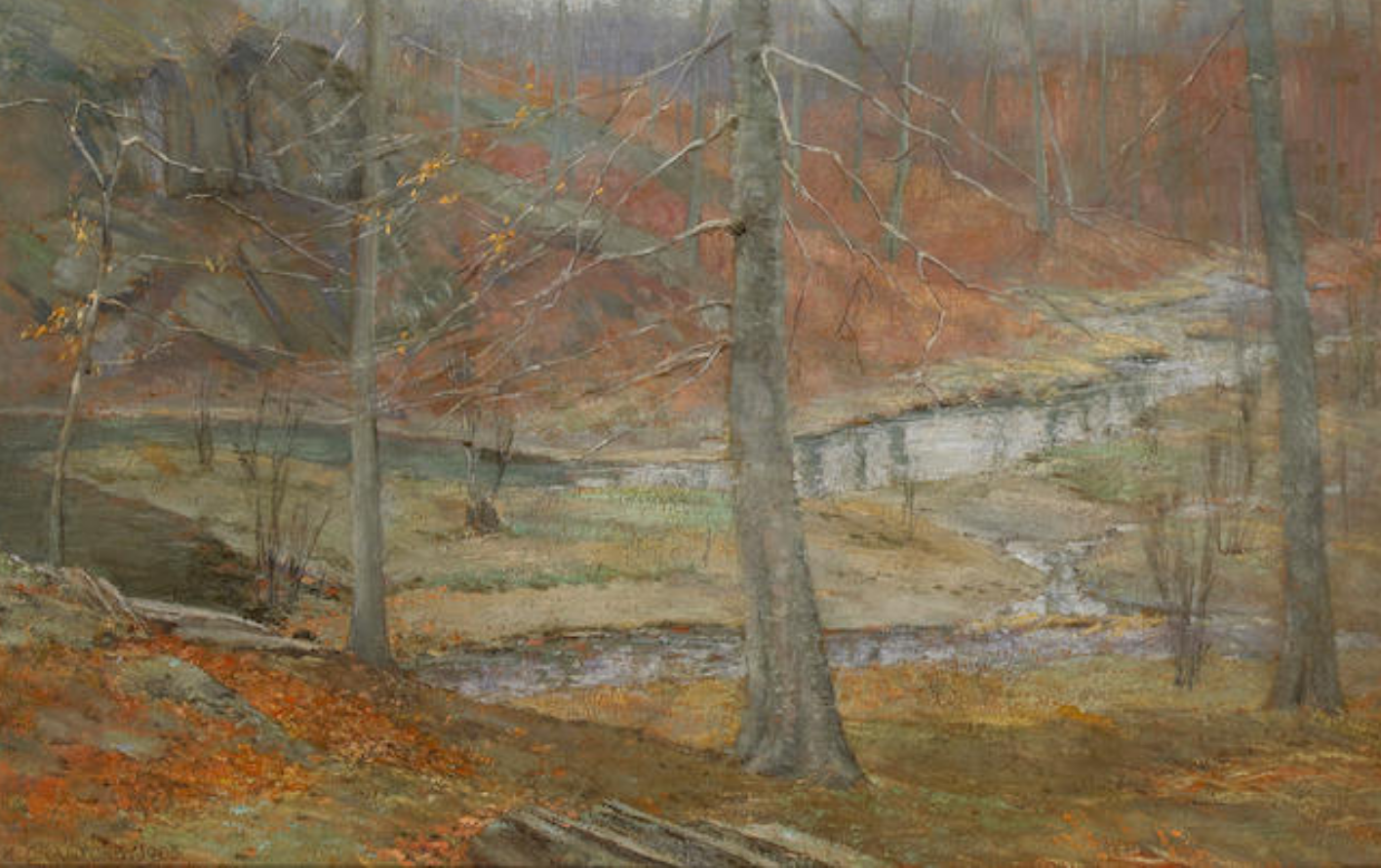
A Stream through the Woods, 1903.

Depuis le début des années 2000, deux de ses toiles et un bas relief ont été vendus aux enchères ,,.

## Expositions
- Salon de 1884, il expose L'heure du travail (no 623)  et un portrait (no 624)[3],[Note 1],[16].
- En 1885, il expose The Companions (no 374, 31 x 42 inches), Near The Breton Coast (no 232) et Farm House in Brittany (no 408) à l'Académie américaine de design, on trouve aussi You Can’t Have this pup (n°573), Cannes (no 409) et Barn yard (no 376) [17],[18].